# 拉曼技职学院
拉曼技职学院（英語：VTAR Institute），是一所位於馬來西亞吉隆坡的私立技职学院。该校校区位于拉曼大学学院的吉隆坡总校区内。
该校是马来西亚能源委员会（Suruhanjaya Tenaga）认证的首家私立学院，可在学院进行单相电工执照课程（Wireman PW2）培训。